# Pseudomacrochiron fucicolum
Pseudomacrochiron fucicolum är en kräftdjursart som först beskrevs av Brady 1872.  Pseudomacrochiron fucicolum ingår i släktet Pseudomacrochiron, och familjen Macrochironidae. Artens status i Sverige är: .